# Ducatul de Sorrento
Ducatul de Sorrento a fost un mic principat medieval, axat în jurul orașului italian Sorrento. 
La origine, Sorrento a fost parte a ducatului bizantin de Neapole. Însă în secolul al IX-lea, alături de ducatele de Amalfi și de Gaeta, s-a separat de napolitani, pentru a-și întemeia propriul ducatus (sau republică). Totuși, Sorrento a rămas mai degrabă sub dominația celor din Amalfi și nu există decât un duce independent din această, un anume Sergiu la finele aceluiași secol. 
În anul 1035, a fost cucerit de către longobarzii aflați sub conducerea principelui Guaimar al IV-lea de Salerno și acordat fratelui mai tânăr al acestuia, Guy, care a guvernat până la sfârșitul anilor '70. Nu multă vreme după aceea, Sorrento a fost anexat de către normanzi. 
În 1119, un anume Sergiu a subscris pe diploma ducelui Guillaume al II-lea de Apulia, în calitate de "principe de Sorrento." 